# Cydonia Labyrinthus
Cydonia Labyrinthus es una formación geológica de tipo labyrinthus en la superficie de Marte, localizada con el sistema de coordenadas planetocéntricas a 43.05° latitud N y 351.29° longitud E, que mide 344.05 km de diámetro. El nombre fue aprobado por la Unión Astronómica Internacional en el año 2003 y hace referencia a una de las características de albedo en Marte localizada a 50 ° latitud N y 355 ° longitud O.